# Като куче и котка
„Като куче и котка“ (на английски: The Truth About Cats & Dogs) е американска романтична комедия от 1996 г. на режисьора Майкъл Лехман, по сценарий на Одри Уелс. Във филма участват Ума Търман, Джанин Гарофало, Бен Чаплин и Джейми Фокс. Музиката е композирана от Хауърд Шор.